# Karl Steuerwald
Karl Steuerwald (* 2. Juli 1905 in Straßburg; † 1. November 1989 in Neu-Ulm) war ein deutscher Lehrer und Sprachwissenschaftler (Turkologe).

## Leben
Karl Steuerwald besuchte ab 1911 die Schule in Straßburg, nach der 1919 erfolgten Übersiedlung seiner Familie nach Kaiserslautern das dortige Gymnasium. Von 1924 bis 1928 studierte er in Frankfurt, Berlin und München Germanistik, Anglistik und Latein. 1929 wurde er an der Universität München bei Max Förster in Anglistik mit einer Dissertation über den Londoner Dialekt promoviert. 1930 ging er in die Türkei und wurde Lehrer an der Deutschen Schule in Istanbul. 1931 wechselte er an das Gazi-Bildungsinstitut nach Ankara und war schließlich von 1935 bis 1944 Professor für Germanistik an der Universität Ankara. Diese Tätigkeiten nahm er im Auslandsdienst der deutschen Schulbehörden wahr und wurde von diesen bezahlt. 1940 wurde er Mitglied der NSDAP. Im Oktober 1944 wurde er vor dem Kriegseintritt der Türkei evakuiert und war dann an der Auslandswissenschaftlichen Fakultät der Berliner Universität tätig. Dort wurde er auch noch kurz vor Kriegsende habilitiert.
Nach 1945 war er zunächst als Studienrat in Aschaffenburg tätig, 1952 fungierte er als Direktor des Gymnasiums in Schwabach. Nach deren Wiedereröffnung ging er 1953 wieder als Direktor an die Deutsche Schule in Istanbul. Von 1956 bis zu seinem Ruhestand 1970 war er als Schulleiter der Oberrealschule Neu-Ulm tätig. In dieser Zeit begann er mit der Arbeit an seinem Wörterbuch. Das unter dem Namen Der Große Steuerwald bekannte Wörterbuch gilt trotz seines Alters weithin als das beste Türkisch-Wörterbuch in deutscher Sprache.
1994/95 erwarb die Universitätsbibliothek Tübingen die turkologische Bibliothek von Karl Steuerwald mit ca. 600 Bänden (Signaturen: 38 A 4900 ff. (ca. 600 Bände)). Hierzu gehören neben Wörterbüchern, Enzyklopädien und sprachwissenschaftlichen Schriften viele Werke türkischer belletristischer Literatur.

## Schriften
- Die Londoner Vulgärsprache in Thackerays Yellowplush Papers. Dargestellt auf historischer Grundlage. Tauchnitz, Leipzig 1930 (Dissertation).
- Untersuchungen zur türkischen Sprache der Gegenwart. Langenscheidt, Berlin-Schöneberg
  - Band 1: Die türkische Sprachpolitik seit 1928. 1963 (Druck der Habilitationsschrift von 1945); (Digitalisat).
  - Band 2: Zur Orthographie und Lautung des Türkischen.  1964 (Digitalisat).
  - Band 3: Zur Ablösung des arabischen und persischen Grammatikgeistes. 1966
- Langenscheidt Taschenwörterbuch Türkisch-Deutsch. 1966
- Türkisch-deutsches Wörterbuch / Türkçe-Almanca Sözlük. Harrassowitz, Wiesbaden 1972; 2. verbesserte und erweiterte Auflage 1988, ISBN 3-447-02804-1
- Deutsch-türkisches Wörterbuch / Almanca-Türkçe Sözlük. Harrassowitz, Wiesbaden 1974.